# Кольтауко

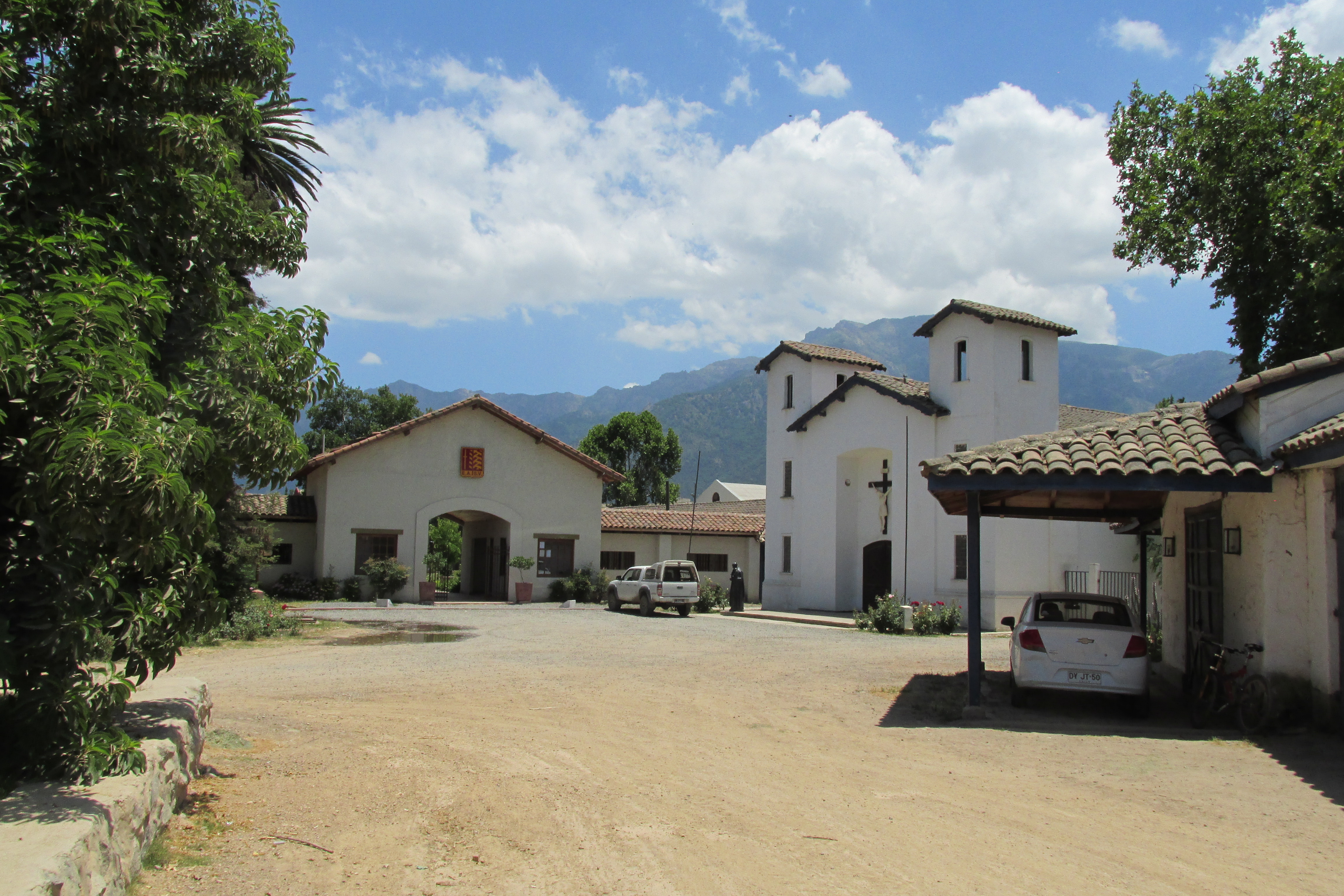
Каплиця Школи сільського господарства Сент-Вінсент

Кольтауко (ісп. Coltauco) — селище в Чилі. Адміністративний центр однойменної комуни. Населення — 3536 чоловік (2002). Селище і комуна входить до складу провінції Качапоаль і регіону Лібертадор-Хенераль-Бернардо-О'Хіггінс.
Територія — 225 км². Чисельність населення — 19 597 мешканців (2017). Щільність населення — 87,1 чол./км².

## Розташування
Місто розташоване за 37 км на південний захід від адміністративного центру області міста Ранкагуа.
Комуна межує:
- на півночі — з комуною Алуе
- на сході — з комуною Доньїуе
- на південному сході — з комунами Коїнко, Сан-Вісенте-де-Тагуа
- на заході — з комуною Пеумо